# L'Homme fatal
Pour plus de détails, voir Fiche technique et Distribution.
L'Homme fatal (Fanny by Gaslight) est un film britannique réalisé par Anthony Asquith, sorti en 1944.

## Synopsis
En 1880, à Londres, après dix années passées en pension, Fanny Hopwood revient au domicile familial. Celui qu'elle prend pour son père, William Hopwood, est tué par Lord Manderstoke lors d'une altercation, il le précipite sous un fiacre. À la mort de sa mère, la jeune femme est accueillie par un homme politique influent, Clive Seymore, qui lui révèle être son véritable père (sa famille s'étant opposée à un mariage en dehors de son rang social, elle l'avait éloignée un an de Nora mais à son retour il avait épousé Alicia car Nora enceinte s'était mariée). Peu après, Fanny rencontre le secrétaire particulier de son père, Harry Somerford qui est amené à croire  qu'elle est la maitresse de Clive.  Alicia Seymore apprend la vérité de la bouche de son mari, une terrible scène de ménage survient.

## Fiche technique
- Titre original : Fanny by Gaslight
- Titre français : L'Homme fatal
- Titre américain : Man of Evil
- Réalisation : Anthony Asquith
- Scénario : Doreen Montgomery, d'après le roman éponyme de Michael Sadleir
- Dialogues additionnels : Aimee Stuart
- Direction artistique : John Bryan
- Costumes : Elizabeth Haffenden
- Photographie : Arthur Crabtree
- Son : B.C. Sewell
- Musique : Cedric Mallabey
- Direction musicale : Louis Levy
- Montage : R.E. Dearing
- Producteur : Edward Black
- Société de production : Gainsborough Pictures
- Société de distribution : General Film Distributors
- Pays d'origine :  États-Unis
- Langue originale : anglais
- Format : Noir et blanc  — 35 mm — 1,37:1 — son mono
- Genre : Mélodrame
- Durée : 107 minutes
- Dates de sorties : 
  - Royaume-Uni : mai 1944
  - France : 15 mai 1946
- Affiche : Jacques Bonneaud (France)

## Distribution
- Phyllis Calvert : Fanny Hopwood
- Stewart Granger : Harry Somerford
- James Mason (VF : Michel Auclair) : Lord Manderstoke
- Wilfrid Lawson : Joe "Chunks" Box
- Jean Kent : Lucy Beckett
- Margaretta Scott : Alicia Seymore
- Nora Swinburne : Mme Hopwood
- Cathleen Nesbitt : Kate Somerford
- Helen Haye : Mme Somerford
- John Laurie : William Hopwood
- Stuart Lindsell : Clive Seymore
- Amy Veness : Mme Heaviside
- Ann Wilton : Carver
- Guy Le Feuvre : le docteur Lowenthal
- Ann Stephens : Fanny enfant
- Gloria Sydney : Lucy enfant
- Beresford Egan
- Peter Jones
- Joan Rees

## Autour du film
- Fanny by Gaslight est destiné à bénéficier du succès de L'Homme en gris (The Man in Grey) réalisé par Leslie Arliss, sorti l'année précédente. Il utilise les mêmes ingrédients : les acteurs Phyllis Calvert, James Mason et Stewart Granger ; une action se déroulant au XIXe siècle ; un mélange de personnages bons et méchants ; et une surprenante attitude fort peu britannique envers la sexualité[1].
- Ce film permet de retrouver deux des futurs interprètes du Prisonnier de Zenda (1952), Stewart Granger et James Mason, alors en début de carrière.